# 람다 4S
람다 4S는 도쿄대학 우주항공연구소가 개발한, 일본 최초의 우주발사체이다. 4단 고체로켓이다. 1966년 9월 26일 초도비행했으며, 1970년 2월 11일 일본 최초의 인공위성 오스미 위성을 발사하는데 성공했다. 세계에서 최초로 유도 제어장치를 탑재하지 않는 로켓에 의한 인공 위성 발사의 성공이었다. 다만, 람다 4S는 미국의 스카웃로켓과 매우 흡사하다. 스카웃로켓은 고체연료를 기반으로 하는 세계 최초의 총 4단형 우주발사체로서, 1961년 2월에 궤도 비행을 성공, 무게 7 kg인 익스플로러 9호 인공위성을 발사했다. 한편, 미국의 고체연료 기반의 ICBM인 미니트맨은, 1962년에 이미 배치되었다.
람다 4S는 Pencil rocket의 개발로 시작되었다. 이후에 Pencil rocket은, Baby rocket, 27종류의 Kappa rocket 시리즈, 9종류의 Lambda rocket 시리즈, 8종류의 Mu rocket 시리즈로 대형화되었다. Mu rocket 시리즈의 마지막 모델이 M-V이다. 그러나, 일본은 우주개발사업 전반의 "고비용 저효율" 구조를 극복하지 못하고 결국 미국의 고체로켓모터인 캐스터120(SR-118)을 수입하여 엡실론 로켓을 제작하게 되었다.
람다 4S는 일본의 우주 개발의 아버지로 알려져있는 이토카와 히데오 교수가 주도하고, 일본이 독자적으로 개발했다.
고체연료 발사체 개발은 비교적 기술적인 난이도가 낮다. 참고로, 한국 역시 고체연료 기반의 미사일 개발(백곰 사업)을, 이미 1970년대부터 시작하였다.

## 발사기록
L-4T는 궤도투입을 목표로 하지 않는 실험 비행.
| 날짜(GMT)        | 비행 | 탑재체     | 결과 |
| ---------------- | ---- | ---------- | ---- |
| 1966년 9월 26일  | 1    | 오스미 (1) | 실패 |
| 1966년 12월 20일 | 2    | 오스미 (2) | 실패 |
| 1967년 4월 13일  | 3    | 오스미 (3) | 실패 |
| 1969년 9월 3일   | L-4T | -          | -    |
| 1969년 9월 22일  | 4    | 오스미 (4) | 실패 |
| 1970년 2월 11일  | 5    | 오스미 (5) |      |

### 일본의 고체연료 우주발사체
| 로켓시리즈 | 로켓            | 길이 m | 직경 m | 무게 t | LEO kg | 연료     | 성공/발사 | 운용기간  |
| ---------- | --------------- | ------ | ------ | ------ | ------ | -------- | --------- | --------- |
| Lambda     | L-4S            | 16.5   | 0.735  | 9.4    | 26     | 고체연료 | 1/5       | 1966-1970 |
| Mu         | M-4S            | 23.6   | 1.41   | 43.6   | 180    | 고체연료 | 3/4       | 1970-1972 |
| Mu         | M-3C            | 20.2   | 1.41   | 41.6   | 195    | 고체연료 | 3/4       | 1974-1979 |
| Mu         | M-3H            | 23.8   | 1.41   | 48.7   | 300    | 고체연료 | 3/3       | 1977-1978 |
| Mu         | M-3S            | 23.8   | 1.41   | 48.7   | 300    | 고체연료 | 4/4       | 1980-1984 |
| Mu         | M-3SII          | 27.8   | 1.41   | 61     | 770    | 고체연료 | 7/8       | 1985-1995 |
| J-I        | J-I             | 33.1   | 1.8    | 88.5   | 870    | 고체연료 | 1/1       | 1996      |
| Mu         | M-V             | 30.7   | 2.5    | 139    | 1800   | 고체연료 | 6/7       | 1997-2006 |
| Epsilon    | Epsilon         | 24.4   | 2.6    | 91     | 1200   | 고체연료 | 5/6       | 2013-현역 |
| S          | SS-520 (개량형) | 9.54   | 0.52   | 2.6    | 4      | 고체연료 | 1/2       | 2017-2018 |

## 같이 보기
- 일본의 항공우주개발 연혁
- 나이키 J 미사일 - 1970년, 일본은 미국의 나이키 핵미사일을 라이센스 생산, 배치를 시작했다. 일본의 우주발사체와 기술적인 관련은 없다.
- 미젯맨 미사일 - 람다 4S와 유사한, 소형 장거리 고체연료 로켓이다.